# Lourenço Castanho Taques
Lourenço Castanho Taques (c. 1609 - 1677) foi um bandeirante natural de São Paulo, fundador de São Lourenço e o primeiro descobridor das minas de ouro do Brasil. A este respeito, o historiador Pedro Taques de Almeida Pais escreveu que Lourenço Castanho Taques "tendo recebido um convite do príncipe regente Dom Pedro em 1674 para o descobrimento de ouro e prata (...) resolveu-se com seus cabedais e força de armas penetrar o sertão dos gentios Cataguazes (...) e conseguiu o 1.º conhecimento das minas, a princípio chamadas de Cataguazes, e mais tarde (...) chamadas Minas Gerais".

## Biografia e família
Lourenço Castanho Taques era filho do português Pedro Taques e da paulista Ana de Proença. Era neto paterno de Francisco Taques Pompeu, do Brabante, e de Inês Rodrigues, de Setúbal, e neto materno de Antônio de Proença, fidalgo de Belmonte, moço da câmara do infante dom Luiz,  e de D. Maria Castanho, de Montemor-o-Novo.
O Dr. Augusto de Siqueira Cardoso escreveu a seu respeito: "Lourenço Castanho Taques - o velho - foi notabilíssimo e nobre cidadão de S. Paulo. Como homem opulento que era em bens e também em virtudes privadas e cívicas, prestou muitos serviços ao governo da metrópole e à administração da Capitania se S. Vicente. Exerceu como seu pai o cargo de juíz de orfãos".
Segundo Pedro Taques de Almeida Pais "faleceu em 1677 em avançada idade, depois de recolhido da conquista dos [índios] cataguases. Foi governador das minas do Caeté. Foi sepultado no jazigo do Carmo de São Paulo, onde jaziam as cinzas de seu pai Pedro Taques".
Eram seus irmãos Pedro Taques de Almeida, o potentado Guilherme Pompeu de Almeida, Sebastiana Taques, Mariana Pompeu e Antônio Pompeu de Almeida.

## Lourenço Castanho Taques e a vida política em São Paulo em meados do século XVII

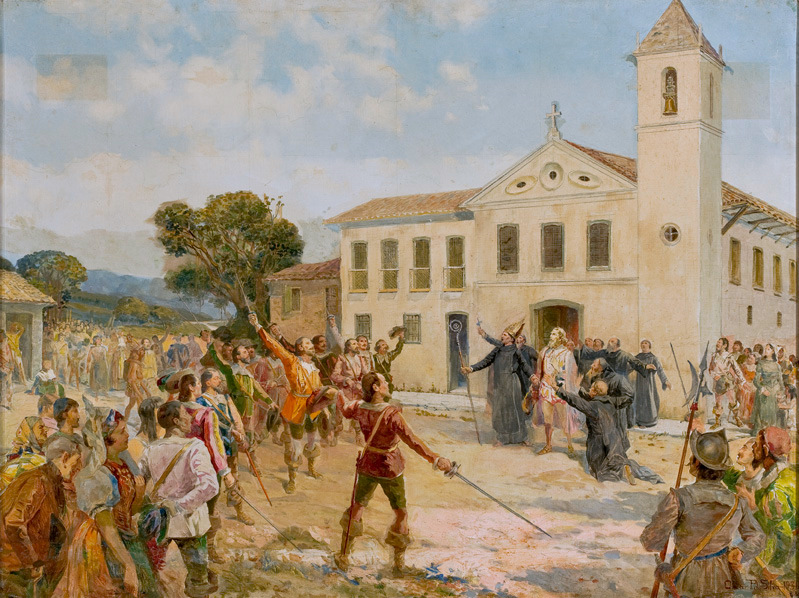
Aclamação de Amador Bueno por Oscar Pereira da Silva, episódio em cujo desfecho Taques teve um papel importante

### Aclamação de Amador Bueno
No dia 1 de Abril de 1641, em reação à recente restauração da independência de Portugal e à aclamação de D. João IV, rei de Portugal, que pôs fim a 60 anos de União Ibérica, o partido espanhol e o povo aclamaram rei de S. Paulo Amador Bueno, por ele ser o major da vila e de origem espanhola. Amador, que era prudente e sensato, se refugiou no Mosteiro de São Bento e mandou chamar Lourenço Castanho Taques para persuadir o povo a se acalmar, tendo este acudido "imediatamente com sua influência para que o povo não insitisse no seu revolucionário propósito".
O partido espanhol, despeitado, retirou-se da influência de Amador Bueno e uniu-se a Lourenço Castanho Taques. Este que já gozava à data de prestigio quase igual ao de Amador Bueno tournou-se a partir dessa altura o "cidadão preponderante na vila, e mesmo na capitania", um verdadeiro "potentado em (...) cabedais e forças (...) que (...) exercia sem rival o majorato da vila de São Paulo".

### Guerras entre os Pires e os Camargos
A partir de 1640, São Paulo foi o cenário de violentos combates entre o partido dos Pires (a quem os Taques eram ligados) e dos Camargos que se prolongaram por mais de  duas décadas. Acerca deste conflito, do nome de duas grandes famílias de São Paulo, escreveu Afonso d’Escragnolle Taunay, na sua "História da Cidade de São Paulo", que a inconciabilidade destas duas famílias "redundou em verdadeira guerra civil, à semelhança das lutas municipais assoladoras das cidades italianas medievais e das quais a mais conhecida é a dos Capuletti e Montecchi de Verona, por Shakespeare imortalizada". As razões para estas lutas não são totalmente claras o que leva Taunay a supor "que a longa luta, aliás intermitente, nasceu de mera rivalidade de chefes de clã sem motivo algum alheio ao personalismo e ao espírito de família e à tendência gregária tão profundamente humana e tão veemente nas pequenas aglomerações".

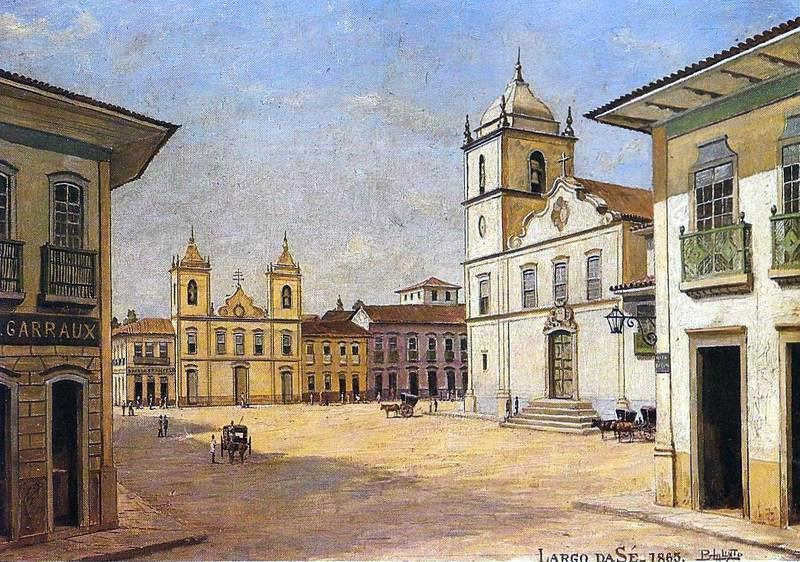
A antiga matriz de São Paulo por Benedito Calixto (1865), cenário do assassinato do irmão de Lourenço Castanho Taques dois séculos atrás

Na sua "Nobiliarquia Paulistana", Pedro Taques de Almeida Pais escreveu que "em 1640, tendo se levantado uma disputa entre Fernando de Camargo (o Tigre) e Pedro Taques (irmão de Lourenço Castanho Taques e chefe do partido dos Pires), desembainharam ambos as espadas e adagas no largo da matriz da vila de S. Paulo (hoje largo da Sé) e se travou renhido combate em que tomou parte numeroso concurso de um e outro partido (...) tendo morrido no conflito muitas pessoas, feridas por escopetas". Escaparam os principais contendores, mas logo no ano seguinte, "em 1641, estando Pedro Taques em conversação com um amigo, e tendo as costas para a porta travessa da matriz de S. Paulo, veio à falsa fé Fernando de Camargo, e correu a adaga pelas costas de Pedro Taques, que para logo perdeu a vida".
Este episódio levou muitos partidários de Pedro Taques a abandonar "São Paulo, indo morar em Parnaíba com o seu opulento irmão Guilherme Pompeu de Almeida, ao passo que o outro irmão, Lourenço Castanho Taques se acastelava no Ipiranga como um barão medieval em sua torre albarrã".
Pedro Taques de Almeida Pais escreveu a este respeito que Lourenço Castanho Taques "se conservou sempre em São Paulo sem que o infeliz sucesso de seu irmão Pedro Taques, morto a falsa fé por Fernando de Camargo, o obrigasse a mudar-se como o fizeram seus irmãos, porque seu grande respeito e força de armas o prontificavam a pôr em cerco aos inimigos do partido contrário. Foi estabelecido na fazenda da Ipiranga que tinha sido de seu pai Pedro Taques; foi opulento em cabedais, com o que sustentou e conservou o respeito e o tratamento de sua pessoa potentada. Em relação ao real serviço, deu sempre acreditadas provas de honrado vassalo, com liberal despesa da própria fazenda".
Esta fazenda da Ipiranga ou da Ribeira do Ipiranga é a mesma que pertencera a seu avô Antônio de Proença e "abrangia, em seus limites, tudo o que mostra actualmente [em 1906] naquele lugar vestígios de cultura antiga e de bemfeitorias e edificações".

### Apoio aos jesuítas e ao governador
Sustentava o partido dos jesuítas, que queriam civilizar os índios em aldeamentos, contra o partido escravagista, que lhes movia guerra e queria escravização franca. Ambos, Amador Bueno e Lourenço Castanho Taques, apoiavam o governador Salvador Correia de Sá e Benevides.
Escreve Pedro Taques:
Em 1659 passou a São Paulo Salvador Correia de Sá e Benevides no cargo de administrador geral das minas de ouro e prata, e como governador das três capitanias: Rio de Janeiro, Espírito Santo e a de S. Vicente e S. Paulo por ordem de D. João IV. Nessa ocasião recebeu Lourenço Castanho uma carta firmada pelo real punho, em que lhe recomendava desse ajuda e favor a Salvador Correia de Sá e Benevides para bem desempenhar-se na diligência a que era enviado, qual era a de descobrimento de ouro e de pedras preciosas, ao que correspondeu prontamente Lourenço Castanho.
Conservando-se em São Paulo para esse fim o governador Salvador Correia até 1661, aconteceu que na sua ausência do Rio de Janeiro em 1660, onde deixara como governador da praça a Tomé Correia de Alvarenga, como sargento-mor a Martim Correia Vasques, e provedor da fazenda real a Pedro de Sousa Pereira, praticaram os oficiais da câmara e povo do Rio de Janeiro um grave atentado, depondo do governo os ditos representantes que foram todos presos em uma fortaleza, e negando obediência ao governador Salvador Correia de Sá e Benevides. Este governador, ao ter notícia em São Paulo do ocorrido no Rio de Janeiro, e principalmente ao ver uma carta escrita pelos camaristas do Rio aos de São Paulo, em que faziam graves exprobações a sua pessoa como autor de tiranias e de mau governo, se dispôs a pôr-se em caminho para o Rio de Janeiro com o fim de sossegar o tumulto e castigar os culpados. Lourenço Castanho, vendo o perigo a que ia se expor o governador, juntamente com os paulistas da primeira nobreza lhe representaram, suplicando que não pusesse em tão evidente a sua vida e autoridade; o valor e constância do governador o levaram a não atender a essa rogativa, pelo que Lourenço Castanho resolveu-se a acompanhá-lo com força de armas até o Rio de Janeiro, mas nem este auxílio aceitou o governador. Então Lourenço Castanho lembrou-se de reunir a nobreza de São Paulo ao corpo do senado, e em número de 58 pessoas escreveram ao governador uma carta em nome de Sua Majestade em que ponderavam a necessidade de aceitar as rogativas e conselhos dados. A esta carta respondeu o governador agradecendo aos paulistas o apoio que lhe prestavam; mas, não tendo mais serviço nesta banda do Sul, o seu dever o chamava a prestar serviço a S. Majestade, pelo que estava resolvido a voltar para o Rio de Janeiro a assumir a jurisdição real, para o que esperava encontrar o povo mais acomodado."

## As bandeiras de Lourenço Castanho Taques
Fez em 1662 grande expedição, como preador de índios que era, aos sertões habitados pelos índios. Mais tarde alguns historiadores comentaram que seriam índios cataguás, mas o termo era desconhecido na época! Fez viagens em terras desconhecidas, certamente, e receberia elogios em uma Carta Régia de 23 de março de 1664.
Realmente, essa Carta Régia de D. Afonso VI o elogia como um dos descobridores das Minas dos Cataguás e dos sertões do Caeté, zona central mineira de hoje, em expedição de que teria sido o capitão-mor e deve ter ocorrido no ano anterior, pelo menos. Mas há autores que impugnam tal afirmação e dizem que, a existir a tal Carta Régia, deve-se referir aos anos de 1660-1664 em que Lourenço pestou serviços a Salvador Correia de Sá e Benevides ajudando-o a debelar a insurreição memorável no Rio, em que o povo depôs violentamente o governador da praça, Tomé Correia de Alvarenga, e mais autoridades. Isso, porque Lourenço só vai partir em 1675; e, além do mais, este termo cataguás não era conhecido na época.
Não se sabe portanto se existiu a Carta Régia: o que se sabe com certeza é que Lourenço era intrépido sertanista, de fortuna adquirida e herdada em São Paulo. Fez numerosas entradas à procura de ouro, organizando à sua custa bandeiras. Haverá inclusive uma Carta Régia posterior, de 20 de outubro de 1698 dirigida a seu filho, do mesmo nome.
Não há razão para supor que Lourenço Castanho Taques tenha levado a São Paulo mais que notícias, porque não consta que tivesse apresentado produto algum. Afonso VI fomentou e estimulou expedições ao interior, incumbindo Agostinho Barbalho Bezerra da pesquisa das esmeraldas e por sua morte a missão passou por Carta- Régia de 27 de setembro de 1664 a Fernão Dias Paes Leme, outro conhecido preador de índios.
Pedro Taques escreve a esse respeito:
"Lourenço Castanho Taques, desejando continuar os serviços ao rei, achando-se com muita prática do sertão onde tinha penetrado para conquistar o bárbaro gentio, no que adquiriu grande disciplina militar, tendo recebido um convite do príncipe regente D. Pedro em 1674 para o descobrimento de ouro e prata, para cuja diligência tinha já partido Fernando Dias Pais no caráter de governador da gente de sua tropa, resolveu-se com seus cabedais e força de armas penetrar o sertão dos gentios Cataguazes; deixando a serventia vitalícia do ofício de órfãos, entrou para a conquista com patente de governador e conseguiu o primeiro conhecimento das minas, a princípio chamadas de Cataguazes, e mais tarde, estendendo-se o descobrimento em muitas léguas no mesmo sertão, chamadas Minas Gerais".
Uma carta de D. Pedro II em 23 de fevereiro de 1674 a ele dirigida sobre descobrimento de minas de ouro e prata, às quais já partira Fernão Dias Pais, lhe dá patente de governador da gente de sua tropa ou leva. Tomou Lourenço a si, pelos seus cabedais e força do corpo de armas, penetrar o sertão dos barbaros índios Cataguazes e entrar por esta conquista com patente de governador, e jurisdição e poder correspondente. Largou assim a serventia vitalícia da mercê do posto de juiz de órfãos, que herdara do pai Pedro Taques. Conseguiu o primeiro conhecimento (pois voltou a São Paulo antes de Fernão Dias) das minas posteriormente tão ricas dos Cataguazes que depois, estendendo-se em muitas léguas, passaram a ser conhecidas como as Minas Gerais.
Segundo informações, o bandeirante Lourenço Castanho Taques, em 1670, quando parte de Araxá rumo a Paracatu, palmilhou grande parte do território olegarense. Essa bandeira não tinha a finalidade de plantar civilizações, mas a de aprisionar índios. Essa bandeira (expedição) percorreu bastante a região do noroeste mineiro.
Esteve depois envolvido nos preparativos de D. Rodrigo de Castelo Branco para partir em busca de Sabarabuçu, quando, em 3 de março de 1681, com Luís Penedo e João Franco Viegas, se comprometeram por escritura na câmara a fazer à sua custa em um ano uma estrada de São Paulo a Santos, tendo por remuneração o privilégio de venderem os líquidos de mar fora e dentro do termo da vila de São Paulo por doze anos.

## Casamento e posteridade
Casou em 1631 com Maria de Lara, "filha de dom Diogo de Lara, natural de Zamôra, que, vindo a S. Paulo nos primeiros anos do século 17º, aqui casou com Magdalena Fernandes de Moraes", da qual teve dez filhos, um dos quais com seu nome, Lourenço Castanho Taques, o Moço, assim chamado para se distinguirem.
Lourenço Castanho Taques, o Moço, internou-se como o pai pelo sertão, atacando ferozmente os índios cataguases, e se crê que tenha atingido o rio Paracatu, afluente do rio São Francisco. Bastante rico, fez entradas no sertão para captura de índios e foi fazendeiro em Parnaiba (onde tinha mais de cem índios) e em Itu. Era casado com Maria de Araujo, filha do sertanista Luís Pedroso de Barros. Morreu em São Paulo em 1708.